# Theodoros Spudaios
Theodoros Spudaios (bl. um 790) war Ende des 8. Jahrhunderts Gegenpatriarch von Jerusalem.

## Leben
Theodoros entstammte einer wohlhabenden und einflussreichen Jerusalemer Familie, sein Bruder war ein angesehener Arzt. Theodoros war Mönch im Spudai-Kloster, das zu jener Zeit an die Grabeskirche angeschlossen war, daher sein Beiname Spudaios. Ende der Achtzigerjahre des 8. Jahrhunderts entspann sich ein Konflikt zwischen ihm und dem Patriarchen Elias II., in dem die islamischen Herrscher Theodoros unterstützten. Elias II. wurde inhaftiert und musste ins Exil nach Persien gehen, wo er vermutlich 797 starb.
Obwohl von den Machthabern, die er mit reichen Geschenken bedachte, eingesetzt, wurde Theodoros nicht als rechtmäßiger Patriarch anerkannt, und auch er wurde schließlich nach Persien verbannt. Dort verliert sich seine Spur.